# Episodi di C'è sempre il sole a Philadelphia (tredicesima stagione)
La tredicesima stagione della serie televisiva C'è sempre il sole a Philadelphia è stata trasmessa negli Stati Uniti a partire dal 5 settembre al 7 novembre 2018 su FXX.
In Italia, è andata in onda su Fox dal 19 luglio al 16 agosto 2019.
| nº | Titolo originale                     | Titolo italiano                             | Prima TV USA      | Prima TV Italia |
| -- | ------------------------------------ | ------------------------------------------- | ----------------- | --------------- |
| 1  | The Gang Makes Paddy's Great Again   | Make Paddy Great Again                      | 5 settembre 2018  | 19 luglio 2019  |
| 2  | The Gang Escapes                     | La cricca scappa                            | 12 settembre 2018 | 19 luglio 2019  |
| 3  | The Gang Beats Boggs: Ladies Reboot  | La cricca contro Boggs, remake al femminile | 19 settembre 2018 | 26 luglio 2019  |
| 4  | Time's Up for the Gang               | Molestie maldestre                          | 26 settembre 2018 | 26 luglio 2019  |
| 5  | The Gang Gets New Wheels             | La macchina nuova                           | 3 ottobre 2018    | 2 agosto 2019   |
| 6  | The Gang Solves the Bathroom Problem | La cricca risolve il problema del bagno     | 10 ottobre 2018   | 2 agosto 2019   |
| 7  | The Gang Does a Clip Show            | Il Clip Show                                | 17 ottobre 2018   | 9 agosto 2019   |
| 8  | Charlie's Home Alone                 | Charlie da solo                             | 24 ottobre 2018   | 9 agosto 2019   |
| 9  | The Gang Wins the Big Game           | La cricca vince il Super Bowl               | 31 ottobre 2018   | 16 agosto 2019  |
| 10 | Mac Finds His Pride                  | Mac ritrova il suo orgoglio                 | 7 novembre 2018   | 16 agosto 2019  |